# Platja de la Riera (Pineda de Mar)
La platja de la Riera és una platja urbana de la costa del Maresme, del municipi de Pineda de Mar (Maresme), situada entre la platja del Poblenou i la riera de Pineda, que la separa de la platja dels Pescadors. Té una longitud de 577 m i una amplada mitjana de 50 m de sorra molt gruixuda i un pendent d'entrada a l'aigua moderat. Està separada del nucli urbà per la via del tren, de manera que per accedir a ella cal passar per uns túnels subterranis.
Està catalogada amb Bandera Blava i distingida amb el certificat Biosphere. Disposa de lloguer de para-sols i gandules, serveis de WC, servei de socorrisme i de vigilància policial a l'estiu, guinguetes a peu de platja.